# Жарколь (озеро, Федоровский район)
Жарколь (каз. Жаркөл) — озеро (по другим данным — болото) в Фёдоровском районе Костанайской области Казахстана. Находится в 11 км к северо-востоку от села Малороссийка, ранее совхоз Украинский.
По данным топографической съёмки 1944 года, площадь поверхности озера составляет 1,49 км². Наибольшая длина озера — 2,1 км, наибольшая ширина — 1 км. Длина береговой линии составляет 5,1 км, развитие береговой линии — 1,17. Озеро расположено на высоте 209,4 м над уровнем моря.